# Louis Gilson
Louis Gilson (Aat, 28 februari 1798 - Doornik, 25 april 1849) was een Belgisch volksvertegenwoordiger.

## Levensloop
Gilson was een zoon van de handelaar François Gilson en van Marie Felu. Hij trouwde met Julie Rasez.
Hij promoveerde tot doctor in de rechten (1818) aan de Universiteit Luik en vestigde zich als advocaat in Doornik. Van 1825 tot aan zijn dood was hij directeur van de firma Gilson Louis en Bossut Louis-Paul, filature de coton et teinturerie.
Hij was gemeenteraadslid van Doornik van 1830 tot aan zijn dood.
In 1847 werd hij liberaal volksvertegenwoordiger voor het arrondissement Doornik in opvolging van Albert Goblet d'Alviella en vervulde dit mandaat tot aan zijn dood.